# غاو خانة (مشهد ميقان)
غاو خانة (بالفارسية: گاوخانه) هي قرية تقع في إيران في قسم مشهد میقان الريفي. يقدر عدد سكانها بـ 3296 نسمة بحسب إحصاء 2016.